# 华卷蛾属
华卷蛾属（学名：Egogepa）为卷叶蛾科的一个属。

## 下属物种
本属包括以下物种：
- Egogepa crassata Wang & Li
- 浙华卷蛾 Egogepa zosta Razowski, 1977